# 犹太-共济会阴谋论

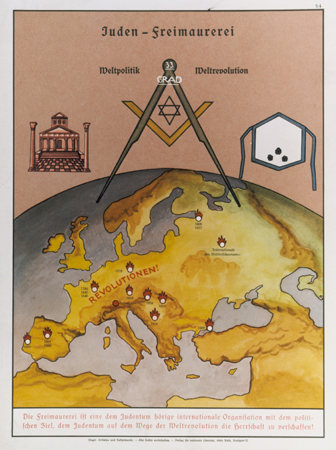
1935年纳粹德国的一张海报。大意为“共济会是一个犹太人主导的，目标是统治全世界的一个国际组织”

犹太-共濟會阴谋论，又譯為犹太-美生阴谋论（英語：Judeo-Masonic conspiracy theory），是一种声称犹太人和共济会之间秘密联盟的阴谋论。这些理论在右翼中，特别是在法国、西班牙、俄罗斯、东欧、中国的右派中比较盛行，类似的言论至今仍在发表。

## 锡安长老会
犹太-美生阴谋理论融合了两个历史悠久的阴谋论的主张：反共濟會運動和反犹太主义。该理论也受到了俄罗斯帝国末期反猶太布爾什維主義一个文件《錫安長老會紀要》的深刻影响，其內容描述了「郇山隱修會」（即锡安会）的會議記錄，以及“猶太人控制世界”的二十四項決議。
该纪要指出犹太人已经渗入共济会，并使用兄弟会组织以进一步达到他们的政治目标。信奉该阴谋论的人通过该文件来进一步佐证这个理论，并声称共济会高层和犹太教领导人的目标一致。

## 畢德堡俱樂部
以畢德堡俱樂部為中心的理論和「新世界秩序」的現代陰謀理論家，往往借鑒犹太-共濟會阴谋论中發現的舊概念，經常指責羅斯柴爾德家族或「國際銀行家」。由於他們時常引用傳統上被視為反猶太主義的主題和作品，這些當代陰謀論者與其他對反猶太主義術語敏感的群體互相對立，例如反誹謗聯盟。